# Like Father Like Son
Like father Like Son (br: Tal pai, tal filho; pt: Tal pai, tal filho) é um filme estadunidense de 1987, uma comédia estrelada por Kirk Cameron e Dudley Moore.

## Sinopse
Dr. Jack Hammond está prestes a se tornar um cirurgião chefe de um conceituado hospital. Então, completamente envolvido com o trabalho e não dando a devida atenção com os problemas escolares de seu filho adolescente Chris. Acidentalmente, deixa cair no seu copo de Blood Mary, uma misteriosa poção indiana. Rapidamente assumem as personalidades de um e do outro. Isto leva , naturalmente, a complicações extraordinárias na escola e no trabalho, mas também para a introspecção nos problemas e sentimentos um do outro

## Elenco
- Kirk Cameron ... Chris Hammond
- Dudley Moore ... Jack Hammond
- Margaret Colin ... Ginnie Armbruster
- Catherine Hicks ... Dr. Amy Larkin
- Patrick O'Neal ... Dr. Larry Armbruster
- Sean Astin ... Clarence / Trigger
- Camille Cooper ... Lori Beaumont
- Micah Grant ... Rick Anderson
- Bill Morrison ... Uncle Earl
- Skeeter Vaughan ... Medicine Man
- Larry Sellers ... Navajo Helper
- Tami David ... Navajo Girl
- Maxine Stuart ... Phyllis, Hammonds' Housekeeper
- David Wohl ... Dr. Roger Hartwood
- Michael Horton ... Dr. Mike O'Donald

## Recepção
O filme recebeu críticas negativas. 

## Trilha Musical
- Autograph - "Dance All Night"
- Autograph - "She Never Looked That Good for Me"
- Marc Jordan - "I Ching"
- The Fabulous Thunderbirds - "It Comes to Me Naturally"
- Omar & the Howlers - "Hard Times in the Land of Plenty"
- Wang Chung - "Everybody Have Fun Tonight"
- Aerosmith - "Dude (Looks Like a Lady)"
- Ramones - "Somebody Put Something in My Drink"
- Mötley Crüe - "All in the Name of..."
- Mötley Crüe - "Wild Side"